# Marie-Anne de Palatinat-Soulzbach
Marie-Anne Josepha Charlotte Amélie de Palatinat-Soulzbach (* 22 juin 1722 à Schwetzingen; † 25 avril 1790 à Munich) est comtesse palatine de Palatinat-Soulzbach et par son mariage princesse de Bavière.

## Biographie
Marie-Anne est une fille du prince Joseph Charles de Palatinat-Soulzbach (1694-1729) de son mariage avec Élisabeth-Auguste de Palatinat-Neubourg (1693-1728), fille du prince Charles III Philippe du Palatinat. Elle est la sœur de Élisabeth-Auguste de Palatinat-Soulzbach et Françoise de Palatinat-Soulzbach.
Elle épouse le 17 janvier 1742 à Mannheim le prince Clément-François de Bavière (1722-1770), qui est le prince héritier de Bavière jusqu'à sa mort.
Après la mort de l'Électeur Maximilien III en 1777, la lignée principale bavaroise s'éteint. Elle prend part aux troubles politiques qui suivent, cherchant à préserver l'indépendance de la Bavière par rapport à l'Autriche.
Marie-Anne épouse le 10 juin 1780, secrètement, son trésorier Andras André.
Son Cœur est séparé de la sépulture se trouve dans la chapelle commémorative de Altötting.
La Vie de Marie-Anne est évoquée en 1931 dans le roman La Dame avec le Samtvisier de l'Écrivain Horst de Tungstène Geissler.

## Descendants
De son premier Mariage, Marie-Anne a quatre enfants qui n'ont pas vécu :
- Marie (*/† 1748)
- Fils mort-né (*/† 1754)
- Marie-Anne, (*/† 1755)
- Fils mort-né (*/† 1755)